# Fockea edulis
Fockea edulis là một loài thực vật có hoa trong họ La bố ma. Loài này được Carl Peter Thunberg mô tả khoa học đầu tiên năm 1794 dưới danh pháp Pergularia edulis. Năm 1895 Karl Moritz Schumann chuyển nó sang chi Fockea.
Loài này phân bố từ tây nam và nam tỉnh Cape tới KwaZulu-Natal.

## Hình ảnh

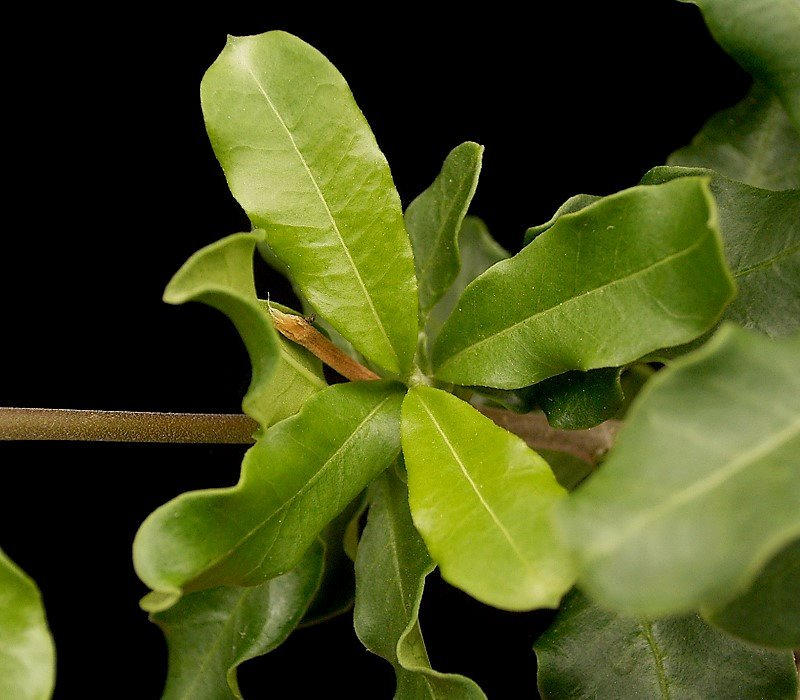
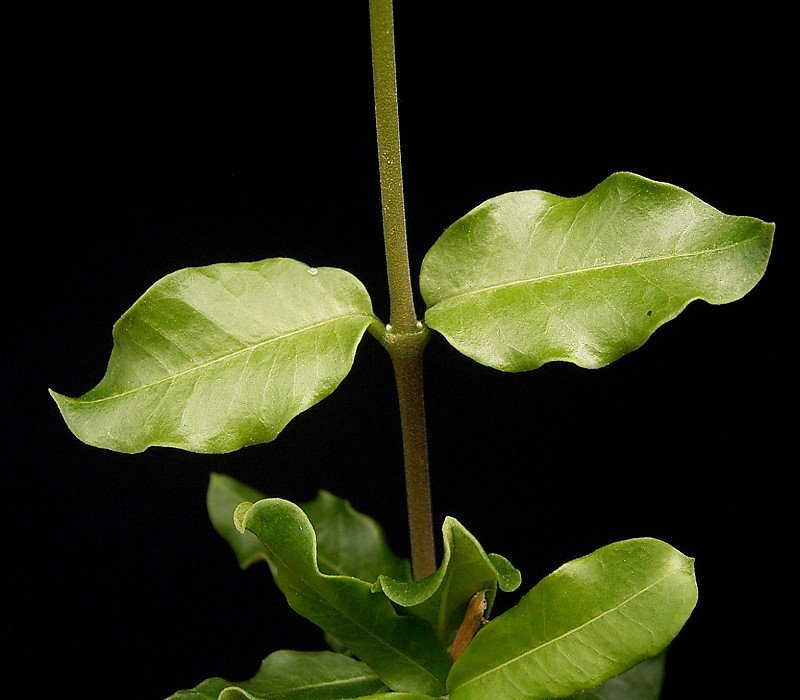
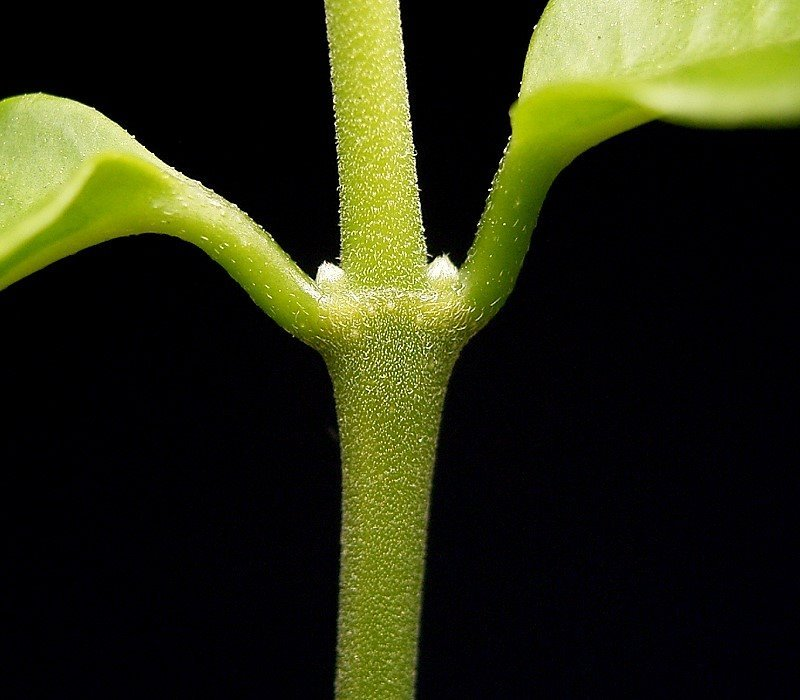
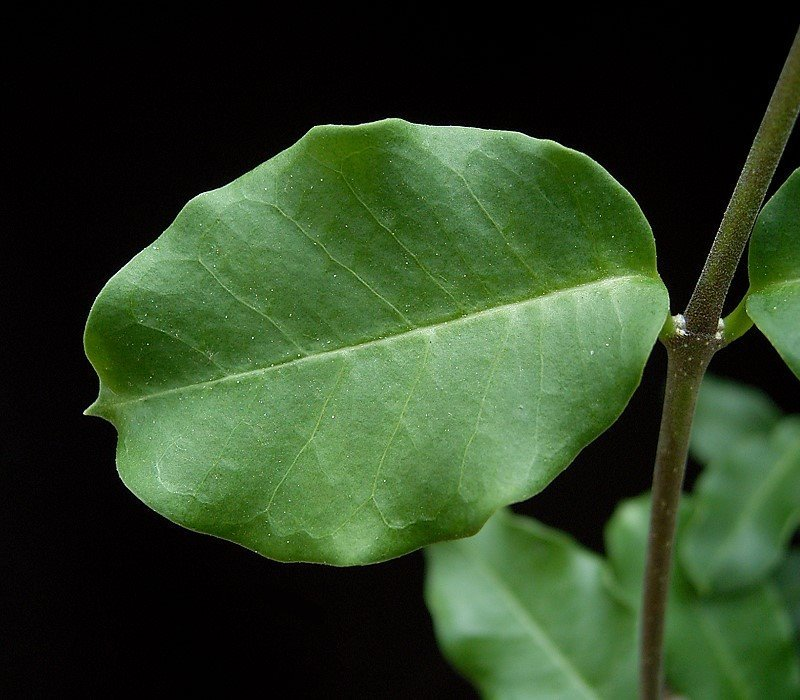